# 奧古斯汀·馬茲力
奧古斯汀·馬茲力（西班牙語：Agustín Mazzilli，1989年6月20日—）是一名阿根廷曲棍球運動員，曾代表國家參加2012年倫敦奧運的男子曲棍球比賽，並未獲得獎牌。